# Eroare de hardware
O eroare de hardware (sau bug hardware) este o eroare în hardware-ul unui computer.
Este echivalentul hardware al unei erori de program, un defect în software.
Un bug este diferit de un glitch, care descrie un comportament nedorit ca fiind mai rapid, tranzitoriu și repetat decât constant, și diferit de un quirk, care este un comportament care poate fi considerat util, chiar dacă nu a fost conceput în mod intenționat.
Errata, corecții ale documentației, pot fi publicate de producător pentru a descrie erorile hardware, iar errata este uneori utilizată ca termen pentru erorile în sine.

## Funcționare neintenționată
Uneori, utilizatorii profită de funcționarea neintenționată sau nedocumentată a hardware-ului pentru a servi unui anumit scop, caz în care un defect poate fi considerat o caracteristică. Acest lucru dă naștere acronimului INABIAF, „It's Not A Bug It's A Feature” (Nu este o eroare, ci o caracteristică), folosit adesea în mod ironic. De exemplu, uneori sunt utilizate instrucțiuni nedocumentate, cunoscute sub numele de coduri operaționale ilegale, pe MOS Technology 6510 de pe Commodore 64 și MOS Technology 6502 de pe computerele Apple II. În mod similar, programatorii pentru Amiga au profitat de funcționarea neintenționată a coprocesoarelor sale pentru a produce noi efecte sau optimizări. 

## Vulnerabilități de securitate
Unele defecte de hardware pot duce la vulnerabilități de securitate în cazul în care protecția memoriei sau alte caracteristici nu funcționează corect. Începând cu 2017, au fost descoperite o serie de vulnerabilități de securitate în implementările execuției speculative pe arhitecturi de procesoare comune, care au permis o încălcare a nivelului de privilegii.
În 2019, cercetătorii au descoperit că un mod de depanare al producătorului, cunoscut sub numele de VISA, avea o caracteristică nedocumentată pe Intel Platform Controller Hubs, cunoscute sub numele de chipseturi, care făcea ca acest mod să fie accesibil cu o placă de bază normală, ceea ce putea duce la o vulnerabilitate de securitate.

## Bug-uri Pentium
Seria de procesoare Intel Pentium a avut două erori bine-cunoscute descoperite după ce a fost lansată pe piață: FDIV, care afectează diviziunea în virgulă mobilă și care a dus la o retragere în 1994, și F00F, descoperit în 1997, care face ca procesorul să nu mai funcționeze până la repornire.